# Thel
Thel ist eine Commune déléguée in der französischen Gemeinde Cours mit 325 Einwohnern (Stand: 1. Januar 2022) im Département Rhône in der Region Auvergne-Rhône-Alpes.
Zum 1. Januar 2016 wurden Thel, Cours-la-Ville und Pont-Trambouze zur Commune nouvelle Cours zusammengeschlossen. Sie hat seither den Status einer Commune déléguée. Die Gemeinde Thel gehörte zum Arrondissement Villefranche-sur-Saône und zum Kanton Thizy-les-Bourgs (bis 2015: Kanton Lamure-sur-Azergues).

## Lage
Thel liegt 52 Kilometer nordnordwestlich von Lyon, etwa 25 Kilometer ostnordöstlich von Roanne und rund 29 Kilometer nordwestlich von Villefranche-sur-Saône.

## Bevölkerungsentwicklung
| Jahr                      | 1962 | 1968 | 1975 | 1982 | 1990 | 1999 | 2006 | 2013 |
| Einwohner                 | 287  | 265  | 272  | 278  | 302  | 293  | 293  | 326  |
| Quelle: Cassini und INSEE |      |      |      |      |      |      |      |      |

## Sehenswürdigkeiten
- Kirche